# M13/40
M13/40（Carro Armato Medio da 13 tonnellate Modello 1940）は、第二次世界大戦中のイタリアの中戦車である。
MはMedio=中、13は13t級、40は1940年の制式化、を意味する。
先に開発されたM11/39を改良した戦車である。

## 概要
1940年にイタリア陸軍機甲総監に就任したフェロレト将軍は、装甲車両の近代化計画を推進した。M13は、その計画の中核戦車で、M11/39を改設計したものである。
M11/39は、砲塔に機関銃、車体前面に主砲を搭載する自走砲的なスタイルであったために射界の狭さなどが欠点であったが、主砲の回転砲塔（イタリア戦車初の（油圧式）動力旋回砲塔）への搭載によってそれを改善した。また、主砲はより性能が向上した47mm砲とし、装甲厚も最大40 mmへと増加した。連装機銃は車体へ移され、乗員の数も1名増えて4名となった。エンジン出力は105 hpから125 hpに増加したが、これでも重量の増加に対し不足気味であった。
こうして、速力を除けば完全にM11/39を凌駕した性能を持ったM13は、1940年にM13/40として制式化された。
しかし、初期型が配備された北アフリカ戦線では砂漠用防砂フィルターが装備されていなかった車両が多かったため、エンジンの故障が多発し、1個中隊がしまいには1個小隊規模になってしまうありさまだった。また、砲塔に換気装置を持たず、逆流した発射ガスが充満するため、戦闘中にハッチを空けておく必要があった。その後、エンジン出力125 hpから145 hpに強化されたM14/41が登場。これは、ラジエーターグリルのスリットが車体に対して縦方向だったものが横方向に変更された以外、外見上M13/40との区別がつかない（しかも、初期の物はM13/40と同じ）。
性能に関しては1941年ごろまでは第一線で運用できるレベルだったが、そのあとは徐々に優位性が奪われていく事になる。M13/40単体では800両程度が生産されたが、車台は自走砲にも使用されたものを含めると2,000両近くが生産されている。
M13/40は足回りに問題はあったが、車台は自走砲に使用されるなど、名実共にイタリア軍戦車戦力の主力であった。
余談だが、このM13もM11と同じくオーストラリア軍に鹵獲され、識別のためカンガルーのシルエットをペイントのうえ使用され、同じタイプの戦車が撃ち合うという事態が発生している。

## 登場作品

### 映画
『砂漠の戦場エル・アラメン』
セモベンテ75/18と共に実車が登場する。アリエテ戦車師団所属。

### アニメ・漫画
『ガールズ&パンツァー』
コミックフラッパー版では、アンツィオ高校が主力戦車として運用している。
『砂漠のウサギ -1942年6月~11月の戦い-』
ロマーニャ軍の主力戦車として登場。代車として鹵獲の本車を勧められた時、フェアリーランド王国兵からはその防御力の低さから、「プリンはごめんだわ」と退けられている。

### ゲーム
『R.U.S.E.』
イタリアの中戦車として登場。
『War Thunder』
イタリアの初期車両としてM13/40(I)、(III）がプレミアム車両としてM13/40(II)が購入可能。
『コール オブ デューティ2 ビッグ レッド ワン』
終盤にセモヴェンテ da 75/18とともに実車が登場している。
『トータル・タンク・シミュレーター』
イタリアの中戦車M13として登場。
『パンツァーフロント Ausf.B』
オーストラリア軍として登場。
『虫けら戦車』